# Симон Гројл
Симон Гројл (рођен 13. априла 1981. године у Штутгарту, Немачка) је бивши немачки професионални тенисер који је свој најбољи пласман у синглу достигао 22. марта 2010. када је заузимао 55. место на АТП листи.

## Каријера
Почео је да игра тенис са шест година. Као инспирацију за бављење овим спортом сматрао је Бориса Бекера и своје родитеље, који су такође играли тенис али рекреативно. Одрастао је тренирајући у тениској академији First Line у Штутгарту више од 15 година. Тврда подлога и шљака су биле његове омиљене подлоге.
У свом једином АТП финалу на турниру у Буенос Ајресу 2010. поражен је у пару са Питером Лучаком а бољи од њих били су Аргентинци Пријето и Зебаљос. Најбољи резултат у појединачној конкуренцији остварио је на турниру у Букурешту 2009. где је стигао до полуфинала (зауставио га је Хуан Монако).
На турнирима мастерс серије истиче се четврто коло Мајамија 2006. где је пре пораза од Ендија Родика победио неколико боље пласираних тенисера – Парадорна Сричапана, Доминика Хрбатија и Тима Хенмана. У главни жреб је ушао после два кола квалификација.
Забележио је дванаест учешћа на гренд слем турнирима у синглу а само је двапут стигао до другог кола, 2009. на Вимблдону и Отвореном првенству САД.
Последњи професионални меч у каријери одиграо је у новембру 2013. у финалу челенџера у Ортизеју (Италија) где је изгубио од Андреаса Сепија у два сета.

## Приватни живот
Отац Рајнер је професор историје и енглеског језика док је мајка Хенријета запослена у већу. Старија сестра Гвендолин је рођена 1975. и такође је по занимању професор. После завршене последње године школовања, Симон је морао да прође десет месеци обавезне војне обуке, али је одслужио само два јер је као елитни спортиста добио осам месеци изузећа. Велики је навијач Далас маверикса и свог сународника Дирка Новицког. Прати фудбалску Бундеслигу а нарочито тим Штутгарта. Да није тениски играч највероватније би био фудбалер.

## АТП финала

### Парови: 1 (0–1)
| Легенда                        |
| ------------------------------ |
| Гренд слем турнири (0–0)       |
| Завршно првенство сезоне (0–0) |
| АТП мастерс 1000 (0–0)         |
| АТП 500 (0–0)                  |
| АТП 250 (0–1)                  |

| Финала по подлози |
| ----------------- |
| Тврда (0–0)       |
| Шљака (0–1)       |
| Трава (0–0)       |

| Финала по локацији |
| ------------------ |
| Отворено (0–1)     |
| Дворана (0–0)      |

| Исход     | Бр. | Датум             | Турнир                  | Подлога | Партнер     | Противници                        | Резултат      |
| --------- | --- | ----------------- | ----------------------- | ------- | ----------- | --------------------------------- | ------------- |
| Финалиста | 1.  | 21. фебруар 2010. | Буенос Ајрес, Аргентина | Шљака   | Питер Лучак | Себастијан Пријето Орасио Зебаљос | 6–7(4–7), 3–6 |